# Спинола, Фердинандо
Фердинандо Спинола (итал. Ferdinando Spinola; Генуя,1692 — Генуя, 1778) — дож Генуэзской республики.

## Биография
Родился в Генуе в 1692 году. Его отец Герардо Спинола унаследовал поместье и титул маркиза Аркуата-Скривия. В семейных владениях Фердинандо провел большую часть своей жизни.  
Был избран дожем 7 января 1773 года, 172-м в истории Генуи, после внезапной смерти дожа Джамбаттисты Камбиасо. Однако сам Фердинандо не принял решения Большого Совета, в первую очередь, по причине собственной глубокой старости и плохого состояния здоровья, а также апеллируя к закону, который запрещал вассалам других князей избираться дожем Генуи (маркизат Аркуата-Скривия был подчинен короне Габсбургов).  
В итоге уже 12 января Большой Совет принял отречение дожа Фердинандо Спинолы и 26 января проголосовал за избрание его преемником Пьерфранко Гримальди.
Он умер в Генуе в 1778 году. 
Был женат женился на Маргерите де Карион Несос, графине Морвиэль. При отсутствии потомства титул маркиза Аркуата-Скривия перешел к его племяннику Агостино Спинола.